# Philipp Schörghofer
Philipp Schörghofer, né le 23 janvier 1983 à Salzbourg, est un skieur alpin autrichien. Il est spécialiste de slalom géant, discipline où il remporte une médaille de bronze aux Championnats du monde 2011 et un succès en Coupe du monde le même mois. Il est aussi deux fois champion du monde par équipes.

## Biographie
Il commence sa carrière en 2001 en participant à la Coupe d'Europe. Il remporte sa première victoire à ce niveau en 2007 à Serre-Chevalier. Chez les juniors, il est aussi médaillé de bronze du slalom géant aux Championnats du monde de la catégorie en 2003.
Il a représenté l'Autriche aux Jeux olympiques d'hiver de 2010 à Vancouver (12e du slalom géant) et de 2014 (18e du slalom géant), ainsi qu'aux Championnats du monde de ski alpin 2011 à Garmisch-Partenkirchen où il a décroché la médaille de bronze dans l'épreuve du slalom géant. Aux Mondiaux 2013 et 2015, il gagne en tant que remplaçant la médaille d'or à l'épreuve par équipes. 
En Coupe du monde, dont il concourt depuis 2006, il monte sur son premier podium en slalom géant de Garmisch-Partenkirchen en mars 2010. En février 2011, il remporte le slalom géant d'Hinterstoder devant Kjetil Jansrud et Carlo Janka. Lors de la saison 2011-2012, il parvient à monter sur deux podiums à Sölden et Alta Badia et établit son premier meilleur classement en slalom géant sur une saison (sixième). Il revient sur le podium qu'en mars 2016, lorsqu'il termine deuxième à Kranjska Gora.
Il est cinquième des Championnats du monde 2017, après un podium obtenu au prestigieux slalom géant d'Adelboden.
Après une saison sans résultat en 2018, il marque quelques points en slalom géant lors de la saison 2018-2019, à l'issue de laquelle il prend sa retraite sportive.

## Palmarès

### Jeux olympiques d'hiver
| Épreuve / Édition | Vancouver 2010 | Sotchi 2014 |
| Slalom géant      | 12e            | 18e         |

### Championnats du monde
| Épreuve / Édition | Val d'Isère 2009 | Garmisch Partenkirchen 2011 | Schladming 2013 | Vail - Beaver Creek 2015 | Saint-Moritz 2017 |
| Slalom géant      | 14e              | Bronze                      | 8e              | 10e                      | 5e                |
| Par équipes       | -                | Argent                      | Or              | Or                       | -                 |

### Coupe du monde
- Meilleur classement général : 30e en 2012 et 2016.
- 6 podiums, dont 1 victoire.

#### Détail de la victoire
| Édition / Épreuve | Slalom géant |
| 2011              | Hinterstoder |

#### Classements en Coupe du monde
| Année/Classement | Année/Classement | Général | Général | Descente | Descente | Slalom | Slalom | Slalom géant | Slalom géant | Super G | Super G | Combiné | Combiné |
| ---------------- | ---------------- | ------- | ------- | -------- | -------- | ------ | ------ | ------------ | ------------ | ------- | ------- | ------- | ------- |
| Année/Classement | Année/Classement | Class.  | Points  | Class.   | Points   | Class. | Points | Class.       | Points       | Class.  | Points  | Class.  | Points  |
| 2008             | 2008             | 127e    | 13      | -        | -        | -      | -      | 48e          | 13           | -       | -       | -       | -       |
| 2009             | 2009             | 46e     | 182     | -        | -        | -      | -      | 12e          | 180          | -       | -       | 49e     | 2       |
| 2010             | 2010             | 41e     | 194     | -        | -        | -      | -      | 12e          | 170          | -       | -       | 31e     | 24      |
| 2011             | 2011             | 41e     | 206     | -        | -        | -      | -      | 7e           | 173          | -       | -       | 24e     | 33      |
| 2012             | 2012             | 30e     | 316     | -        | -        | -      | -      | 6e           | 278          | -       | -       | 27e     | 23      |
| 2013             | 2013             | 39e     | 176     | -        | -        | -      | -      | 10e          | 176          | -       | -       | -       | -       |
| 2014             | 2014             | 52e     | 143     | -        | -        | -      | -      | 15e          | 143          | -       | -       | -       | -       |
| 2015             | 2015             | 69e     | 87      | -        | -        | -      | -      | 21e          | 87           | -       | -       | -       | -       |
| 2016             | 2016             | 30e     | 332     | -        | -        | -      | -      | 8e           | 332          | -       | -       | -       | -       |
| 2017             | 2017             | 45e     | 184     | -        | -        | -      | -      | 10e          | 184          | -       | -       | -       | -       |
| 2019             | 2019             | 116e    | 23      | -        | -        | -      | -      | 38e          | 23           | -       | -       | -       | -       |

### Championnats du monde junior
- Serre-Chevalier 2003 :
  -  Médaille de bronze en slalom géant.

### Coupe d'Europe
- 4e du classement général en 2009.
- 8 victoires en slalom géant.

### Championnats d'Autriche
- Champion de slalom géant en 2011 et 2016.